# Juriji der Klee
Juriji der Klee   (Madrid, 8 d'agost de 1990) és una artista de performance, cantant i drag queen hispana-belga. És coneguda per formar part del grup de cabaret de Madame Arthur a París i per participar en la segona temporada de Drag Race España.

## Vida i carrera
Va néixer a Madrid el 8 d'agost de l'any 1990. Als cinc anys d'edat es va mudar a Brussel·les, a Bèlgica, encara que va conservar el contacte amb la seva família a Espanya i viatjava sovint entre els dos països. En una entrevista per a KET, va afirmar que el nom de Juriji el va crear als 13 anys, quan el va utilitzar per a definir el seu usuari de correu electrònic. Als 18 va començar a rebre classes de cant líric, com a contratenor, edat a la qual també va començar a fer drag.
Durant un temps, va estar cantant en exhibicions de moda a París i Brussel·les, realitzant espectacles en els quals barrejava l'art performatiu i la música i treballant amb dissenyadors com Jean-Paul Lespagnard i Louise Leconte. L'any 2013, va ser convidada a realitzar una performance en el Centre Pompidou; aquest mateix any va llançar el seu àlbum Broken. A mitjans del 2018 va entrar a formar part del grup de cabaret de Madame Arthur, un reconegut espectacle de cabaret del XVIII districte de la ciutat que es realitza des de l'any 1946.
L'any 2022 va participar en la segona temporada de Drag Race España. Després del concurs, va passar a formar part de l'espectacle Gran Hotel de las Reinas.

## Estètica i estil musical
En una entrevista el 2020, Juriji va afirmar que en els seus començaments l'atreia l'estètica dels castrati, als qui considerava «els primers drag de la seva època, envoltats de plomes, maquillatge, perruques i cotilles». En un article per a Dazed de l'any 2013, va declarar que la majoria dels seus referents es trobaven en els anys 80: «sempre m'han inspirat artistes amb una estètica forta com Nina Hagen, Klaus Nomi, Madonna i David Bowie». En aquest, es definia el seu estil musical com «una mescla d'elegants melodies barroques i ritmes de música electrònica».

## Discografia

### Àlbums
- 2013: Broken[5]

### Senzills
- 2022: «XIXI»[10]